# Some Other Summer
Some Other Summer è un singolo del duo pop svedese Roxette, pubblicato nel 2016 ed estratto dall'album Good Karma.

## Singolo
Some Other Summer è stato pubblicato il 24 aprile 2016 sia in digitale che in una versione CD. Il singolo è stato pubblicato con altri 4 remix, oltre la versione originale. Some Other Summer è il secondo singolo estratto dall'album "Good Karma".
Sul canale ufficiale You Tube del gruppo, come per il singolo It Just Happens, è stato creato un video animato della canzone con le parole del brano che si mostrano in successione.

### Sebastien Drums feat. Roxette
Il brano Some Other Summer è stato utilizzato dal DJ Sebastien Drums nel 2015, e pubblicato in una versione remix nella raccolta "DJs – Die neuen Superstars".

## Tracce
Singolo digitale
CD singolo (Parlophone 5054197230127)
Testi e musiche di Per Gessle.
1. Some Other Summer (from the Good Karma album)
2. Some Other Summer (Alexander Brown Remix)
3. Some Other Summer (Patrick Jordan Remix)
4. Some Other Summer (Didrick Remix)
5. Some Other Summer (TRXD)

## Formazione
- Per Gessle
- Marie Fredriksson

## Sebastien Drums feat. Roxette

### Singolo
Il brano Some Other Summer è stato pubblicato nel 2015 come singolo in una versione remix dal DJ Sebastien Drums, ed incluso nella raccolta "DJs – Die neuen Superstars".

### Tracce
Singolo digitale
1. Some Other Summer (feat. Roxette) – 3:12
2. Some Other Summer (feat. Roxette) (Bottai Remix) – 5:27

### Video
La première del video di Some Other Summer (Sebastien Drums feat. Roxette) è stata il 1 ottobre 2015.